# Тюрингія
Тюрингія (нім. Freistaat Thüringen) — земля Федеративної Республіки Німеччина. Розташована в центральній частині країни. Столиця — місто Ерфурт. Сусідами землі є Нижня Саксонія, Саксонія-Ангальт, Саксонія, Баварія і Гессен. Утворена 3 жовтня 1990 року. Площа — 16.172,50 км². Населення — 2 108 863 ос. (на 31 грудня 2021). На теренах землі розмовляють німецькою.   Ліві, СДПН і Зелені очолюють земельний уряд. Голова уряду —  Марiо Фогт, Християнсько-демократичний союз. За результами виборів до ландтагу, що відбулися 27 жовтня 2019 року, в ньому представлені такі партії: ХДС (21 депутат), Ліві (29), СДПН (8), ВДП (5), Зелені (5), АдН (22). Має 4 депутатів у Бундесраті, верхній палаті парламенту Німеччини. Валовий внутрішній продукт землі складає 61,91 млрд € (2017). Борг землі становить 14,825 млрд € (30 вересня 2019). Рівень безробіття — 4,9 % (листопад 2019). Міжнародний код — DE-TH.

## Назва
- Тюрингія (нім. Thüringen, лат. Thuringia) — найпоширеніша назва землі.
- Вільна держава Тюрингія (нім. Freistaat Thüringen) — офіційна назва землі.
- Турингія (нім. Turyngia)

## Географія
Земля відома як «Зелене серце Німеччини». Столиця — Ерфурт. Разом з Саксонією є однією із найбільш економічно розвинених земель на сході Німеччині. З гірським масивом Кіфхаузен пов'язані пам'ятники історичним особистостям: Фрідриху Барбароссі, Томасу Мюнцеру та Вільгельму Першому. Клімат відрізняється більшою континентальністю й сухістю, ніж у сусідніх землях, літо сухіше й спекотніше, а зима дещо холодніша. Це укупі з наявністю потужних масивів кальцієвмісних порід (здебільшого гіпсів) сприяє поширенню тут не лише лісових, а й степових рослинних угруповань, де зростають ковила, миколайчики, кермек, різні айстрові, бобові, шавлія й інше різнотрав'я та представлена багата фауна комах і павуків.

## Історія

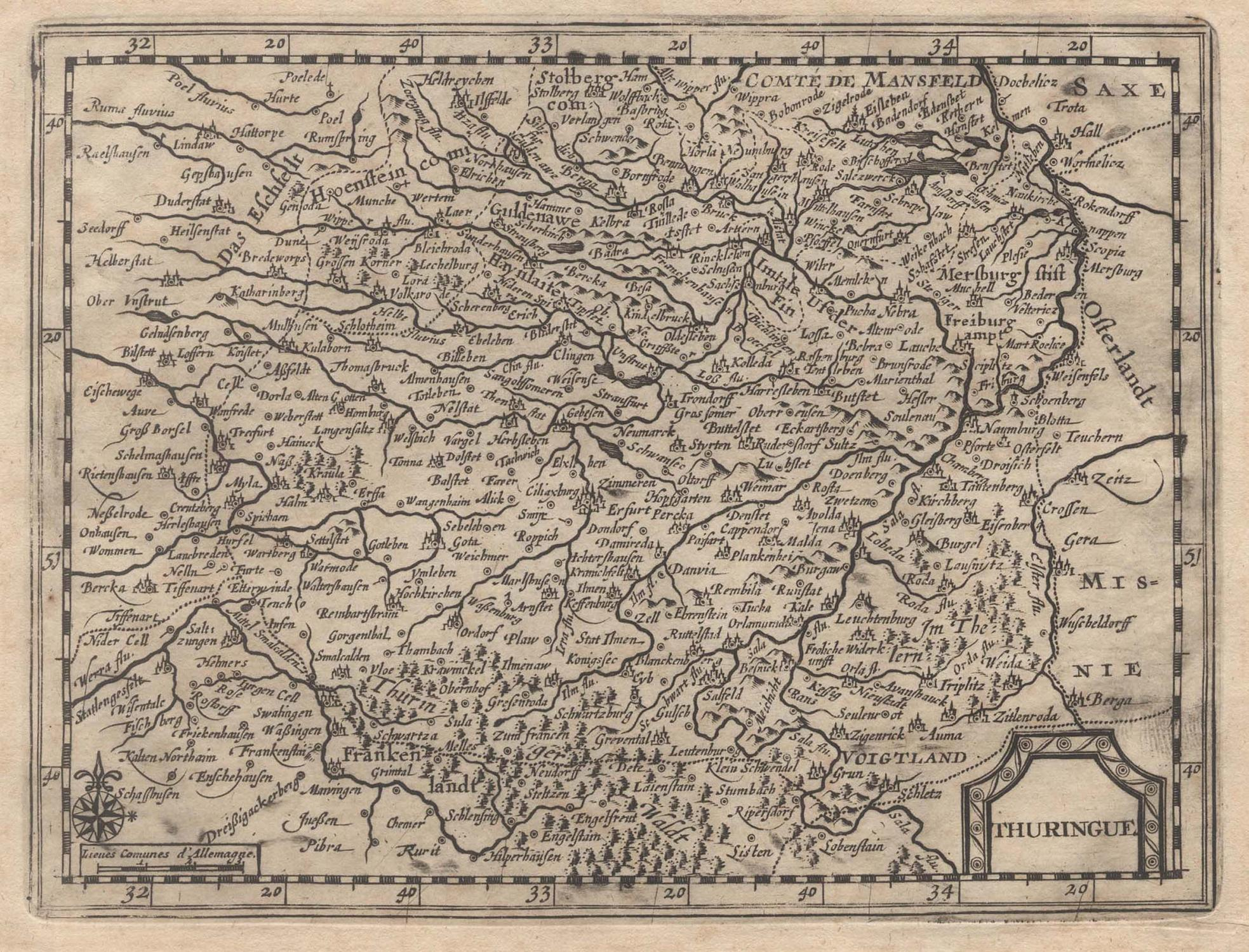
Мапа Тюрингії, 1712

Назва землі Тюрингія походить від назви однойменного племені тюрингів, що мешкали в цьому районі з V століття. У 531 році франки розгромили королівство тюрингів і розділили його землі між собою і саксами. Остаточно приєднали у 534 році. 632 року франкським королем Дагобертом I утворено Тюринзьке герцогство, першим очільником якого став Радульф.
Тюрингія як окрема область входила до складу Франкського, а потім Східно-Франкського (Німецького) королівств. У 1130 Тюрингія стала окремим ландграфством у складі Німеччини на чолі з династією Людовінгів (1130—1247). У 1247—1264 роках. Тюрингія перейшла до маркграфів Майсенських з роду Веттінів, які носили титул ландграфів Тюринзьких. Пізніше Веттіни стали курфюрстами Саксонськими і розділились на Альбертинську та Ернестинську гілки. Альбертинська лінія зберегла за собою титул курфюрстів (з 1547), а Ернестинській лінії залишились землі південної Тюрингії з головним містом Веймар. З XVI—XVII ст. Саксен-Веймарське герцогство поступово дробилося на менші герцогства Ернест-Веттінів з центрами в Готі, Кобурзі, Айзенаху, Альтенбурзі тощо. У 1815 до складу Німецького союзу ввійшло 5 герцогств Веттінів у Тюрингії: Саксен-Веймарське, Саксен-Альтенбурзьке, Саксен-Гільдбург-Гаузенське, Саксен-Кобург-Готське і Саксен-Майнінгенське. Крім того, на території тієї ж Тюрингії існували інші дрібні держави — Шварцбург-Рудольштадтське князівство, Шварцбург-Зондергаузен, Ройсс-Герське князівство, Ройс старшої лінії. Усі ці дрібні тюринзькі держави увійшли як окремі монархії у створену 1871 р. об'єднану Німецьку імперію. Після листопадової революції 1918 року в Німеччині монархії в усіх тюринзьких державах були скасовані і постало питання про об'єднання цих невеликих територій в єдину федеральну землю Веймарської республіки. 1 травня 1920 року у Німеччині створена земля Тюрингія. Її площа становила 11 763 км². Населення — 1,607 тис.осіб. Столиця — Веймар.
У результаті поразки Німеччини у Другій світовій війні Тюрингія відійшла в радянську зону окупації в 1945, а потім стала частиною НДР (1949—1990). У 1952 земля Тюрингія ліквідована і розділена на округи, але з приєднанням НДР до ФРН 3 жовтня 1990 земля Тюрингія відновлена як одна з 16 федеральних земель єдиної Німеччини.
Важливий середньовічний осередок видобутку міді (рудники Купферберг, Камсдорф, Ільменау).

## Ландтаг

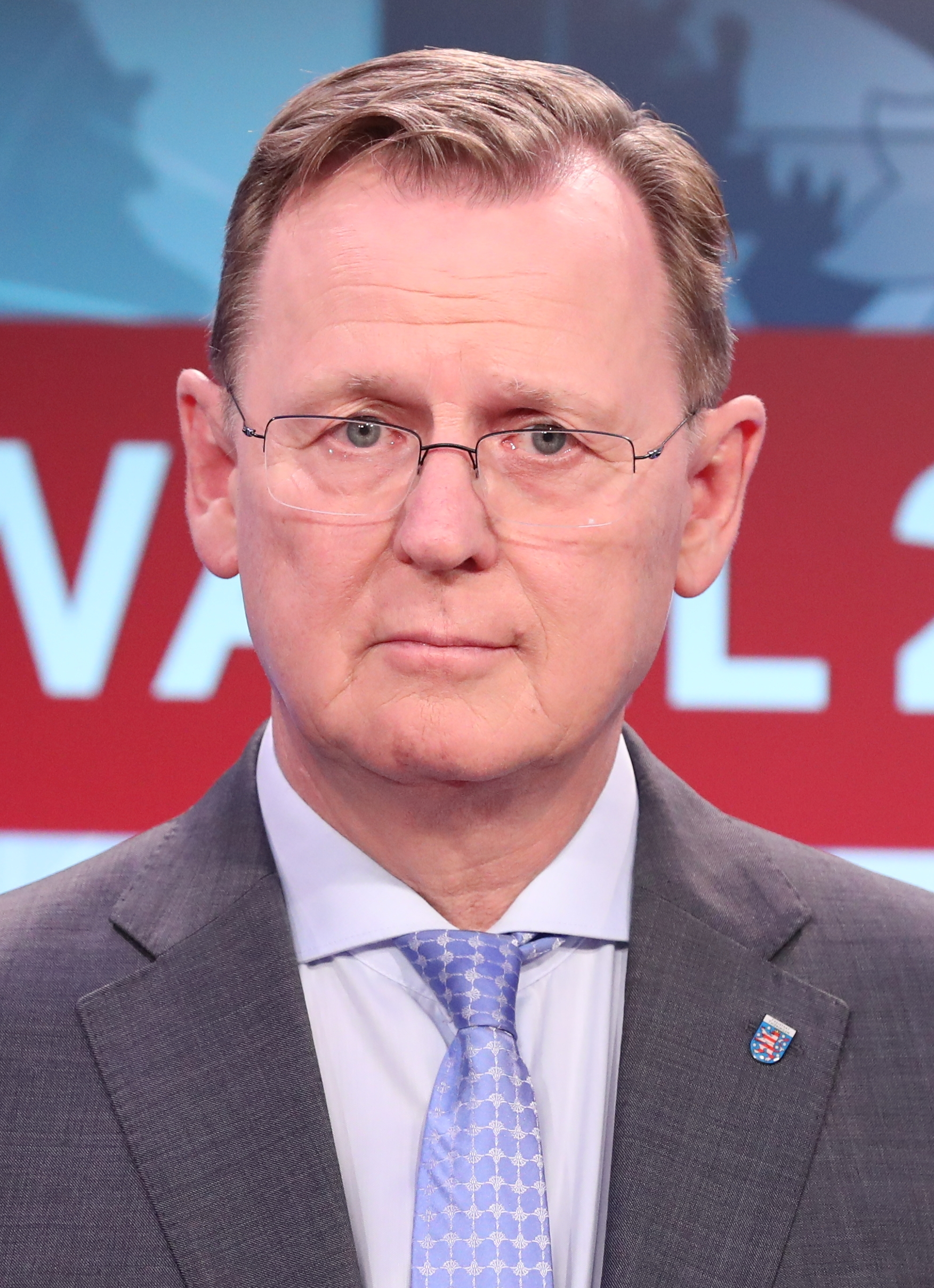
Бодо Рамелов, голова земельного уряду з 2019 року.

Розподіл місць у Тюринзькому ландтазі за результатами виборів 27 жовтня 2019 року. Уряд очолює коаліція Лівих, СДПН і Зелених.

Розподіл 90 місць: 

## Промисловість
У Ерфурті розвинена електротехнічна промисловість. У місті Айзенах діє завод концерну «Опель». Центром виробництва іграшок є місто Зоннеберг. Ще у XVI сторіччі налагоджено виробництво мисливської зброї в місті Зуль. Далеко за межами країни відома порцеляна мануфактур «Oscar Schlegelmilch» з Лангевізена та «Graf von Henneberg» з Ільменау.

## Освіта
З 1389 року існує Ерфуртський університет, у місті Ільменау розташований Технічний університет, у Єні — університет Фрідріха Шиллера, у Веймарі — Вища школа музики.